# 乌达新镇
烏達新鎮(馬來語 ：Bandar Baru UDA)是一個位於馬來西亞柔佛州新山縣的鎮區，位於新山市中心和交通中心。該鎮的主要人口為馬來人。

## 教育
烏達新鎮有兩所小學（Sekolah Kebangsaan Bandar Uda (2) 和 Sekolah Kebangsaan Kompleks Uda）以及一所中學Sekolah Menengah Kebangsaan Bandar Baru Uda。

## 交通
- 從新山中央巴士總站乘坐Causeway Link巴士服務T30、T31、T32、T33和JPO1[2]。
- 從拉慶中央車站乘搭 2、T40、T50、96、P104 和 P211 巴士服務。